# Syd Straw
Syd Straw es una cantante y compositora estadounidense de música rock.

## Carrera
Hija del actor Jack Straw, comenzó su carrera cantando como corista para Pat Benatar y luego llevó su distintiva voz a la escena indie/alternativa y se unió a la cambiante alineación de The Golden Palominos desde 1985 hasta 1987, apareciendo en su segundo y tercer álbum. Tras su salida, inició una carrera como solista, lanzando su primer álbum en solitario, Surprise, en 1989. Un segundo álbum, War and Peace, salió al mercado en 1996. Grabado con un grupo de rock llamado The Skeletons, el disco relataba un breve e infeliz romance. En 2008 lanzó un nuevo álbum, titulado Pink Velour, en su propio sello, Earnester Records.
Frecuente corista y colaboradora en dúos con otros músicos, Straw también ha mantenido una carrera actoral intermitente, apareciendo en los programas de televisión Las aventuras de Pete y Pete y Cuentos de la ciudad. El papel de Straw en Las aventuras de Pete y Pete como una profesora de matemáticas fue introducido en el episodio "La masacre del día de San Valentín".

## Discografía

### Estudio
- 1989: Surprise (Virgin)
- 1996: War and Peace (Hi-Gloss)
- 2001: Live at the Triple Crown (TAO)
- 2005: Whole Wide World: Uncollected Songs (Independiente)
- 2008: Pink Velour (Earnester)